# Carl Oscar Christiernin
Karl Oskar Kristiernin, född 6 februari 1823 i Lenhovda socken, Kronobergs län, död 6 februari 1899 i Kalmar stadsförsamling, Kalmar, var en svensk dekorationsmålare och grafiker.
Bland Christiernins arbeten märks altartavlorna i ölandskyrkorna  Gårdby kyrka, Persnäs kyrka och Stenåsa kyrka.     
Han var son till bruksintendenten vid Sävsjöström Johan Magnus Christiernin och Brita Elisabeth Bengtsdotter Walin samt gift första gången med Maria Gustafva Söderberg och andra gången med Annette Julia Vilhelmina Falkenberg af Trystorp och tredje gången med Ida Sofia Bengtsson. Han var bror till arkitekten Janne Christiernin.